# 舞-HiME
《舞-HiME》（日语：舞-HiME）是以日本日昇動畫為中心展開的電視動畫、漫畫、廣播、遊戲等的跨媒體製作。以私立風華學園為舞臺，描寫學生間的友情與戀愛、戰鬥。獲選為2005年第九屆日本新媒體動漫藝術節動畫部門推薦的作品。

## 劇情簡介

### 動畫版
每三百年，將會出現一次由黑曜之君展開的舞姬之戰。在戰鬥過程中，舞姬（HiME：Highly-Advanced Materializing Equipment）（高次物質化能力）需擊倒無依者（ORPHAN）及其同伴，成為眾多HiME之中唯一的勝出者，終能得到黑曜之君所賜予的力量：“媛星（ensei）”。HiME將會依靠她們不同的武具（Element）和子獸『心之子』（Child）作戰，有的具備相當戰力，有的卻只能用作偵察情報。概念上，HiME有权选择于任何情况下使用能力与否，然而說穿了，就如黃金天使的歌一樣，她們只是籠中之鳥，沒法順利得到愛情也難以共持友情的少女。前半部劇情是對抗無依者（ORPHAN）及西亞斯（Searrs）財團，後半部劇情則為「蝕之祭」－HiME之間的戰鬥。

### 漫畫版
鴇羽舞衣原本是一個普通的高中女孩，因為某種原因轉學到了著名的風華學園（楯祐一也是轉學生）。她就和所有那個年紀的女孩子一樣，在教室裏聽老師講課，和同學在食堂裏喧嘩，碰到心儀的帥哥則會臉紅……然而平凡的生活卻因為偶然的機會發生了巨大的變化。在看來和普通學校沒有什麼麼不同的風華學園裏，其實存在著一群有著特殊能力的學生，她們被稱作「舞姬」。

### 遊戲版
命運的系統樹-修羅-（運命の系統樹-修羅-），為PC、PS2版遊戲。講述男主角高村恭司（老師）為了調查媛傳說，來到充滿各種詭異事件發生（時常發生地震、爆炸、持槍少女）的風華之地，他同時受到神秘組織西亞斯財團的贊助來到風華學園，那裏有這一條奇怪的校規——禁止戀愛。他第一天去學校的路上就遇到了各種奇怪的事，隨著時間的發展，事件越來越撲朔迷離，甚至出現了怪物！男主角能否解開一切謎團呢？

## 動畫
電視動畫於2004年9月到2005年3月，在東京電視台系列及AT-X播放，為共26話。
台灣由曼迪傳播代理，譯名為「舞-HiME」，香港譯名為「誘姬」。

### 背景设定
HiME的特徵
HiME的身上會有特殊形狀的「刻印」，而且只有她們才能看見天上的媛星。
HiME的意思
「HiME」在動畫中是指「Highly-advanced Materialising Equipment」，所謂高次物質化能力。HiME，可藉由自身對最重要的人的思念，發動其能力召喚心之子(チャイルド)及武具。
HiME與心之子的關係
傳說，HiME會為了心裏最重要的人（大切の人）而戰鬥。使用心之子的代價，就是將心之子與最重要的人的生命聯繫在一起。若心之子被擊敗（殺死），HiME最重要的人將會失去其生命；若HiME失去最重要的人，將不能召喚心之子。
「蝕之祭」的真正意義(動畫後半部主要劇情)
從炎凪口中得知：
1.媛星靠近地球，會將世界毀滅（週期為三百年）。
2.HiME祭典的真正目的是互相戰鬥。
3.最後戰勝的一位，力量將足以控制媛星。
從神崎黎人（黑曜之君）口中得知：
既然擁有了龐大的力量，就可能讓願望實現。
從杉浦碧所獲得的情報得知：
成為黑曜之君的妻子，那個人會得到「水晶HiME」的名字。
可是從動畫第26話中可見，風花真白的身體從水晶中解放，可見「水晶HiME」就是把身體封印於黑曜宮的「水晶中樞」，以作驅離媛星。
但這次黑曜之君想要讓人類滅亡，所以他不打算讓鴇羽舞衣被封印於「水晶中樞」，而是成為實質意義的妻子，創造新世界的造物主之妻。
而「水晶HiME」用作驅趕媛星的力量只能維持三百年，所以每三百年要進行一次「蝕之祭」。
柱子和美袋命的問題
當十一柱豎起時，意指十二位HiME中十一位已被打敗，通往黑曜宮的門口會出現，剩下的一位HiME才有資格前往黑曜宮，當時鴇羽舞衣以為美袋命被深優·葛利亞擊敗而豎起柱子。
(當時炎凪說啊！多了一根。其實那根是愛莉莎·西亞斯，而且很早就豎起了。)
十一位HiME的敗北次序：日暮茜→愛莉莎·西亞斯→尾久崎晶→姫野二三→杉浦碧→菊川雪之→真田紫子→結城奈緒→宗像詩帆→玖我夏樹／藤乃靜留
人工HiME愛莉莎·西亞斯(Alyssa Searrs)填補了柱子位置，令最後剩下兩名HiME鴇羽舞衣及美袋命。

### 主題曲
片頭曲
「Shining☆Days」（1〜25話）
作詞：栗林美奈實／作曲、編曲：飯塚昌明／歌：栗林美奈實
片尾曲
（1〜14、16〜25話）
作詞：畑亞貴／作曲、編曲：飯塚昌明／歌：美鄉秋
插入曲
「It's only the fairy tale」（15話）
作詞： JIM STEELE／作曲、編曲：梶浦由記／歌：アリッサ・シアーズ(CV:宮村優子)
（15、26話）
作詞：栗林美奈實／作曲、編曲：飯塚昌明／歌：栗林美奈實
（16話）
作詞：rino／作曲：飯塚昌明／編曲：上松範康／歌：玖我なつき(CV:千葉紗子)
（16話）
作詞：rino／作曲、編曲：渡邉美佳／歌：美袋命(CV:清水愛)
（16話）
作詞、作曲：rino／編曲：大久保薫／歌：鴇羽舞衣(CV:中原麻衣)

### 各话标题
| 話数 | 日文標題     | 中文標題             | 劇本     | 分镜          | 演出     | 作画監督                                    |
| ---- | ------------ | -------------------- | -------- | ------------- | -------- | ------------------------------------------- |
| 1    |              | 那是少女的一件大事   | 吉野弘幸 | 小原正和      | 西村大樹 | 久行宏和 重田智（機械） 金田正彦（機械）    |
| 2    |              | 秘密的放學後         | 吉野弘幸 | 久行宏和      | 太田雅彦 | 米山浩平                                    |
| 3    |              | 炎之舞/星星的誓言    | 吉野弘幸 | 小野学        | 小野学   | 竹內浩志 重田智（DN機械）                   |
| 4    |              | 風的惡作劇           | 吉野弘幸 | 長井龍雪      | 長井龍雪 | 新保卓郎 高瀨健一                           |
| 5    |              | 雨…涙…               | 吉野弘幸 | 鎌倉由實      | 鎌倉由實 | 相坂直紀（角色） 坂本修司（機械）           |
| 6    |              | 燃燒的十七歲         | 吉野弘幸 | 小野学        | 小野学   | 實原登（角色） 大塚健（機械）               |
| 7    |              | 迷路的小貓們         | 吉野弘幸 | 太田雅彦      | 太田雅彦 | 米山浩平                                    |
| 8    |              | 重要的東西           | 吉野弘幸 | 水草一馬      | 福本潔   | 竹内浩志（角色） 市川敬三（機械）           |
| 9    |              | 海、少女和夏姬的秘密 | 吉野弘幸 | 鎌倉由實      | 鎌倉由實 | 田中将賀                                    |
| 10   |              | 蛋糕大戰             | 吉野弘幸 | 菱川直樹      | 菱川直樹 | 石野聰（角色） 大塚健（機械）               |
| 11   |              | 光與闇之輪舞         | 吉野弘幸 | 須永司        | 福本潔   | しんぼたくろう 高瀨建一                     |
| 12   |              | 天使的微笑           | 吉野弘幸 | 須永司        | 太田雅彦 | 坂本修司（角色） 永田正美（機械）           |
| 13   |              | 魂響祭之夜           | 吉野弘幸 | 水草一馬      | 玉川達文 | 米山浩平                                    |
| 14   |              | 被鎖定的學園         | 吉野弘幸 | 須永司        | 菱川直樹 | 竹内浩志（角色） 川原智弘（機械）           |
| 15   |              | 飛翔的女子高中生     | 吉野弘幸 | 小野学        | 小野学   | 石野聰（角色） 大塚健（機械）               |
| 16   | Parade♪      | 遊行（Parade）       | 木村暢   | 須永司        | 福本潔   | 田中将賀                                    |
| 17   |              | 說謊的唇             | 吉野弘幸 | 水草一馬      | 太田雅彦 | しんぼたくろう 高瀨建一                     |
| 18   |              | 開端                 | 吉野弘幸 | 菱川直樹      | 福本潔   | 坂本修司（角色） 川原智弘（機械）           |
| 19   |              | 心之迷宮             | 吉野弘幸 | 南康宏        | 南康宏   | 米山浩平                                    |
| 20   |              | 炎之舞/眼淚的命運    | 吉野弘幸 | 水草一馬      | 玉川達文 | 竹內浩志（角色） 大塚健（機械）             |
| 21   |              | 黑曜之王甦醒的時候   | 吉野弘幸 | 須永司        | 福本潔   | 稻吉智重                                    |
| 22   |              | 即將崩塌             | 吉野弘幸 | 南康宏 須永司 | 南康宏   | 田中将賀（角色） 市川敬三（機械）           |
| 23   |              | 愛情友情和絕情       | 吉野弘幸 | 太田雅彦      | 太田雅彦 | 高野和史（角色） 大塚健（機械）             |
| 24   |              | 愛情就是戰爭         | 吉野弘幸 | 水草一馬      | 玉川達文 | 米山浩平（角色） 竹內浩志（總作畫監督協力） |
| 25   |              | 命運的一刻           | 吉野弘幸 | 須永司        | 福本潔   | 坂本修司（角色） 市川敬三（機械）           |
| 26   | shining☆days | 閃亮的日子           | 吉野弘幸 | 小原正和      | 太田雅彦 | 竹內浩志（角色） 大塚健（機械）             |

### 播放電視台
| 香港 有線電視娛樂台 星期日22:00-23:00節目     | 香港 有線電視娛樂台 星期日22:00-23:00節目                      | 香港 有線電視娛樂台 星期日22:00-23:00節目 |
| --------------------------------------------- | -------------------------------------------------------------- | ----------------------------------------- |
|                                               | 誘姬 （2005年8月28日-11月28日） 2005年11月13日暫停播映         |                                           |
| —                                             | 天上天下                                                       |                                           |
| 香港 有線電視娛樂台 星期一至五06:30-07:00節目 |                                                                |                                           |
| —                                             | 誘姬 (重播) （2007年2月2日-3月15日） 2007年2月19及20日暫停播映 | —                                         |

| 台灣 衛視中文台 星期一至五7:30-8:00節目（7月20日起改為每週一至五8:30-9:00播出） | 台灣 衛視中文台 星期一至五7:30-8:00節目（7月20日起改為每週一至五8:30-9:00播出） | 台灣 衛視中文台 星期一至五7:30-8:00節目（7月20日起改為每週一至五8:30-9:00播出） |
| ------------------------------------------------------------------------------- | ------------------------------------------------------------------------------- | ------------------------------------------------------------------------------- |
|                                                                                 | 舞-HiME 重播 （2009年7月6日-2009年8月10日）                                     |                                                                                 |
| 新七龍珠GT 重播                                                                 | 光速蒙面俠21 重播                                                               |                                                                                 |

### 映像特典

#### 畫像戲劇
DVD各卷3話（1卷只有2話）收錄的畫像戲劇，全26話。
| 卷數 | 話數 | 日文標題 | 中文標題                     |
| ---- | ---- | -------- | ---------------------------- |
| 1    | 1    |          | 舞衣與第一次穿的胸圍         |
| 1    | 2    |          | 歡迎來到風華學園             |
| 2    | 3    |          | 高中部 1-A介紹               |
| 2    | 4    |          | 靜留‧談夏姬                  |
| 2    | 5    |          | 命的一日                     |
| 3    | 6    |          | 詩帆跟哥哥一起臉紅心跳       |
| 3    | 7    |          | 奈緒的「拐騙世界」           |
| 3    | 8    |          | 小茜的告白                   |
| 4    | 9    |          | 遙的學生會長競選演說         |
| 4    | 10   |          | 陽子和碧的「青春時光」       |
| 4    | 11   |          | 紫子的「修女故事」           |
| 5    | 12   |          | 兒時同伴 ～雪之與遙～        |
| 5    | 13   |          | 楯祐一的「有點在意那傢伙」   |
| 5    | 14   |          | M.I.Y.U深優                  |
| 6    | 15   |          | 雪人                         |
| 6    | 16   |          | 無依者的秘密                 |
| 6    | 17   |          | 碧的「命運這種東西扔一邊去」 |
| 7    | 18   |          | 風花邸幻想 ～真白與二三～    |
| 7    | 19   |          | 晶的疑惑                     |
| 7    | 20   |          | 巧海給姐姐的一封信           |
| 8    | 21   |          | 在黑曜宮的神崎黎人           |
| 8    | 22   |          | 夏姬眼中的靜留               |
| 8    | 23   |          | 風華的秘密                   |
| 9    | 24   |          | 生活的感受                   |
| 9    | 25   |          | 夏姬的想法                   |
| 9    | 26   |          | 舞衣的想法                   |

#### 黒之舞/最後的晩餐
黒之舞/最後的晩餐（黒の舞/最後の晩餐）是2010年1月27日發售的Blu-ray版「舞-HiME COMPLETE」收錄的映像特典，4分鐘完全新作。
製作人員
- 劇本・分鏡・作畫監督・監督：久行宏和
- 演出：渡邊哲哉
- 插入歌：「Shining☆Days」

## 漫畫
舞-HiME
漫畫於秋田書店的漫畫雜誌《週刊少年Champion》2004年8月19日發售号（38号）至2005年7月21日發售号（32号）期間連其。原作為矢立肇、背景設定（木村暢）、作畫佐藤健悅、 監修由谷口悟朗負責，構成協作吉野弘幸。單行本全5卷。
| 冊數 | 秋田書店       | 秋田書店           | 長鴻出版社     | 長鴻出版社           |
| 冊數 | 發售日期       | ISBN               | 發售日期       | EAN                  |
| ---- | -------------- | ------------------ | -------------- | -------------------- |
| 1    | 2004年11月11日 | ISBN 4-253-20771-5 | 2005年5月12日  | EAN 471-0765-19464-2 |
| 2    | 2005年2月8日   | ISBN 4-253-20772-3 | 2005年6月14日  | EAN 471-0765-19503-8 |
| 3    | 2005年3月8日   | ISBN 4-253-20773-1 | 2005年8月18日  | EAN 471-0765-19644-8 |
| 4    | 2005年7月8日   | ISBN 4-253-20774-X | 2005年10月20日 | EAN 471-0765-19874-9 |
| 5    | 2005年9月8日   | ISBN 4-253-20775-8 | 2006年2月1日   | EAN 471-0765-20172-2 |

舞-HiME戰（EXA）
於ASCII Media Works的漫畫雜誌《月刊Comic電擊大王》2010年3月号至10月号進行連載。原作矢立肇、劇本涼風涼、作畫皇帝龍擔當。全1冊。
| 冊數 | ASCII Media Works | ASCII Media Works      |
| 冊數 | 發售日期          | ISBN                   |
| ---- | ----------------- | ---------------------- |
| 全   | 2010年10月27日    | ISBN 978-4-04-868987-8 |

## 小說
- 小說・學研版「舞-HiME」（女神文庫（日语：メガミ文庫））
  - 連載雜誌：Megami MAGAZINE（2004年6月號 - 2005年6月號）
  - 原作：矢立肇
  - 著作：木村暢
  - 插畫：久行宏和、深野洋一ほか
  - 全2卷
    - 定位為動畫的番外篇。

- 小說・徳間書店版「舞-HiME」（德間雙重文庫（日语：徳間デュアル文庫））
  - 原作：矢立肇
  - 著作：ナカガワヒロユキ（海猫沢めろん）
  - 插畫：久行宏和、稲吉朝子、高野和史、Maruto!、坂本修司、稲吉智重、田中将雅
  - 全2卷
    - Side-A 秘密の花園（2005年6月發售）
    - Side-B 愛と死の輪舞（2005年9月發售）

## 遊戲

### 舞-HiME 命運的系統樹
舞-HiME 命運的系統樹（舞-HiME 運命の系統樹）是PlayStation 2遊戲，2005年6月30日發售。

#### 製作人員
- 執行監製：古里尚丈、国崎久徳、松村和俊、くま坂らま男
- 製作人：五十畑昌
- 導演：林知明
- 劇本：伊藤昭博、まり、たけうちこうた、望月JET、御巫紫苑、森の眼
- 原畫：之、甘福あまね、秋蕎麦、八重樫南
- 音樂：野中“まさ”雄一
- 企畫：日昇動畫
- 原作：矢立肇
- 開發：CIRCUS METAL
- 發售：奇妙互動

#### 主題曲
- 片頭曲「阿修羅姫」
  - 作詞：寶野亞莉華 / 作曲・編曲：片倉三起也 / 歌：ALI PROJECT
- 片尾曲「Silent wing」
  - 作詞：畑亜貴 / 作曲・編曲：宅見将典 / 歌：美鄉秋
- 插入歌「Fortuna」
  - 作詞・作曲・編曲：橘尭葉 / 歌：妖精帝國
- 插入歌「last moment」
  - 作詞・作曲・編曲：橘尭葉 / 歌：妖精帝國

#### 舞-HiME 命運的系統樹 修羅
舞-HiME 命運的系統樹 修羅（舞-HiME 運命の系統樹 修羅）在2006年6月30日CIRCUS的METAL發售，Windows用遊戲軟件，是PS2舞-HiME 命運的系統樹的PC移植版，裏面並新增一位HIME角色天河朔夜，並增添更多CG圖片，遊戲中還有「靜留篇」的加入，為遊戲的「完全版」。

### 舞-HiME 爆裂！ 風華學園激鬥史？！
舞-HiME 爆裂! 風華學園激鬥史?!（舞-HiME 爆烈! 風華学園激闘史?!）是PlayStation Portable用軟件，2006年2月23日發售，與《命運的系統樹》、《命運的系統樹 修羅》不同，是劇情成份比較少的格鬥遊戲。

### 舞-HiME 鮮烈！ 真 風華學園激鬥史！！
舞-HiME 鮮烈！ 真 風華學園激鬥史！！（舞-HiME 鮮烈! 真 風華学園激闘史!!）在2006年4月27日發售，是《舞-HIME 爆裂！！風華學園激鬥史？！》的續篇，遊戲這次仍是以3D格鬥的方式呈現，並加入了大量動畫後半部才開始登場的人物，在「風華學園激鬥史」未登場的靜留、雪之、詩帆、紫子和二三將會加入，而夢宮阿莉卡則作為隱藏角色登場。

## CD

### 主題曲 (CD)
- Shining☆Days
電視動畫片頭主題曲。（歌：栗林美奈實）
c/w「小さな星が降りる時」（電視動畫「舞-HiME」插入歌）
- 電視動畫片尾主題曲。（歌：美鄉秋）
c/w「TOMORROW'S TRUE」
- Parade
「舞-HiME廣播劇 風華學園放送部」主題曲。（歌：中原麻衣、千葉紗子、清水愛）
c/w（私立風華學園校歌）
- 阿修羅姫
PS2遊戲 舞-HiME命運的系統樹片頭主題曲。（歌：ALI PROJECT）
c/w
- Silent wing
PS2遊戲 舞-HiME命運的系統樹片尾主題曲。（歌：美鄉秋）
c/w「Goal to NEW WORLD」

### 角色
Lantis提供，國王唱片銷售。
角色單曲
初回限定版，附送人物角色卡。
- 舞-HiME 角色單曲 VOL.1 愛しさの交差点（2004年8月4日、LACM-4141）
歌：鴇羽舞衣（中原麻衣）
  1. 愛しさの交差点
  2. サウンドシネマ「夏の初めの贈り物」
  3. 愛しさの交差点（off vocal）
- 舞-HiME 角色單曲 VOL.2 水辺の花（2004年9月15日、LACM-4145）
歌：玖我なつき（千葉紗子）
  1. 水辺の花
  2. サウンドシネマ「センチメンタル・メモリー」
  3. 水辺の花（off vocal）
- 舞-HiME 角色單曲 VOL.3 ココロの剣（2004年9月23日、LACM-4150）
歌：美袋命（清水愛）
  1. ココロの剣（つるぎ）
  2. サウンドシネマ「命、夢色幻想」
  3. ココロの剣（つるぎ）（off vocal）

音樂專輯
- 電視動畫『舞-HiME』音樂專輯 初恋方程式〜第1楽章（2005年2月23日、LACA-5355）
  1. 舞衣の小さな想い
  2. ハピネス
歌：鴇羽舞衣（中原麻衣）
  3. 進め！愕天王
歌：杉浦碧（田村ゆかり）
  4. イノセント
歌：結城奈緒（南里侑香）
  5. 命のしあわせ（^.^）
  6. ぽかぽかぺこぺこ
歌：美袋命（清水愛）
  7. そよ風のダイアリー
歌：日暮あかね（岩男潤子）
  8. ラブロケ☆パイロット
歌：宗像詩帆（野川さくら）
  9. なつきのこころ
  10. 綺麗な夢のその果てに
歌：玖我なつき（千葉紗子）
- 電視動畫『舞-HiME』音樂專輯 初恋方程式〜第2楽章（2005年6月8日、LACA-5392）
  1. 愛しさの交差点（Instrumental ver.） 舞衣の友情日記その1
声：鴇羽舞衣（中原麻衣）
  2. 僕たちの勇気
歌とセリフ：珠洲城遥（柚木涼香）&菊川雪之（能登麻美子）
  3. Angel's dew
歌とセリフ：深優・グリーア（浅井清己）
  4. 放課後ハイド&シーク
歌とセリフ：瀬能あおい（新谷良子）&原田千絵（斎賀みつき）
  5. 紅の忍風烈火伝
歌とセリフ：尾久崎晶（小林沙苗）
  6. あしたのあなた
歌とセリフ：真田紫子（井上喜久子）
  7. 片恋艶花
歌とセリフ：藤乃静留（進藤尚美）
  8. らせん庭園
歌：風花真白（ゆかな）、セリフ：風花真白（ゆかな）&姫野二三（ゆかな）
  9. 舞衣の友情日記2〜未来へのメッセージ
声：鴇羽舞衣（中原麻衣）

### 原聲大碟
- 舞-HiME 原聲大碟 Vol.1 〜姫〜
動畫版原聲音樂第一彈。
- 舞-HiME 原聲音樂 Vol.2 〜舞〜
動畫版原聲音樂第二彈。
- 舞-HiME運命の系統樹 ORIGINAL SOUNDTRACK last moment
遊戲版原聲音樂。插入歌2曲收錄。
last moment（歌：妖精帝國）
Fortuna（歌：妖精帝國）

### 廣播劇CD
ラジオで放送されたドラマをドラマCD化したもの。
- 實錄！『裏』風華學園史・第一章
- 實錄！『裏』風華學園史・第二章

## 外部連結
- 舞-HiME制作方官方网站 （页面存档备份，存于） （日語）
- 舞-HiME在东京电视台的网站 （页面存档备份，存于） （日語）
- 舞-HiME運命の系統樹 （页面存档备份，存于） （日語）